# Sân bay Saint-Pierre
Sân bay Saint-Pierre (tiếng Pháp: Aéroport de Saint-Pierre) (IATA: FSP, ICAO: LFVP) là một sân bay cách thành phố Saint-Pierre 1,9 km, ở cộng đồng hải ngoại (collectivité d'outre-mer)  Saint-Pierre và Miquelon, ngoài khơi bờ đông của Canada gần Newfoundland.

## Các hãng hàng không và các tuyến điểm
- Air Saint-Pierre (Halifax, Miquelon, Moncton, Montréal-Trudeau, St. John's, Sydney (NS))